# Tubarão tapete
O tubarão-tapete (Eucrossorhinus dasypogon) é uma espécie de tubarão pouco conhecida e encontrada na plataforma continental e recifes. Provavelmente se alimenta de peixes de fundo e invertebrados, sendo também conhecidos por comer peixes teleósteos noturnos como Holocentridae e Pempheridae. Ovovivíparo, pode morder em auto-defesa ou quando confunde um  humano com sua presa usual. Sua pele dura por vezes é utilizada para couro. O comprimento máximo de 366 cm relatado para esta espécie é incerto.